# Wólka Podlesie
Wólka Podlesie [pronunciación en polaco: /ˈvulka pɔdˈlɛɕɛ/] es un pueblo ubicado en el distrito administrativo de Gmina Lipce Reymontowskie, dentro del Distrito de Skierniewice, Voivodato de Łódź, en Polonia central. Se encuentra aproximadamente a 3 kilómetros al suroeste de Lipce Reymontowskie, a 18 kilómetros al suroeste de Skierniewice, y a 33 kilómetros al este de la capital regional Łódź.